# Touffreville-la-Corbeline
Touffreville-la-Corbeline ist eine französische Gemeinde mit 839 Einwohnern (Stand: 1. Januar 2022) im Département Seine-Maritime der Region Normandie. Die Gemeinde gehört zum Arrondissement Rouen und zum Kanton Yvetot. Die Bewohner werden Touffrevillais und Touffrevillaises genannt.

## Geografie
Touffreville-la-Corbeline liegt westlich des Zentrums des Départements, etwa 29 Kilometer nordwestlich von Rouen in der Landschaft Pays de Caux. Die Nachbargemeinden von Touffreville-la-Corbeline sind Yvetot im Norden, Saint-Clair-sur-les-Monts im Nordosten, Croix-Mare im Osten, Saint Martin de l’If mit Mont-de-l’If und La Folletière im Südosten, Rives-en-Seine mit Saint-Wandrille-Rançon im Süden, Louvetot im Westen und Südwesten sowie Auzebosc im Westen und Nordwesten.

## Bevölkerungsentwicklung

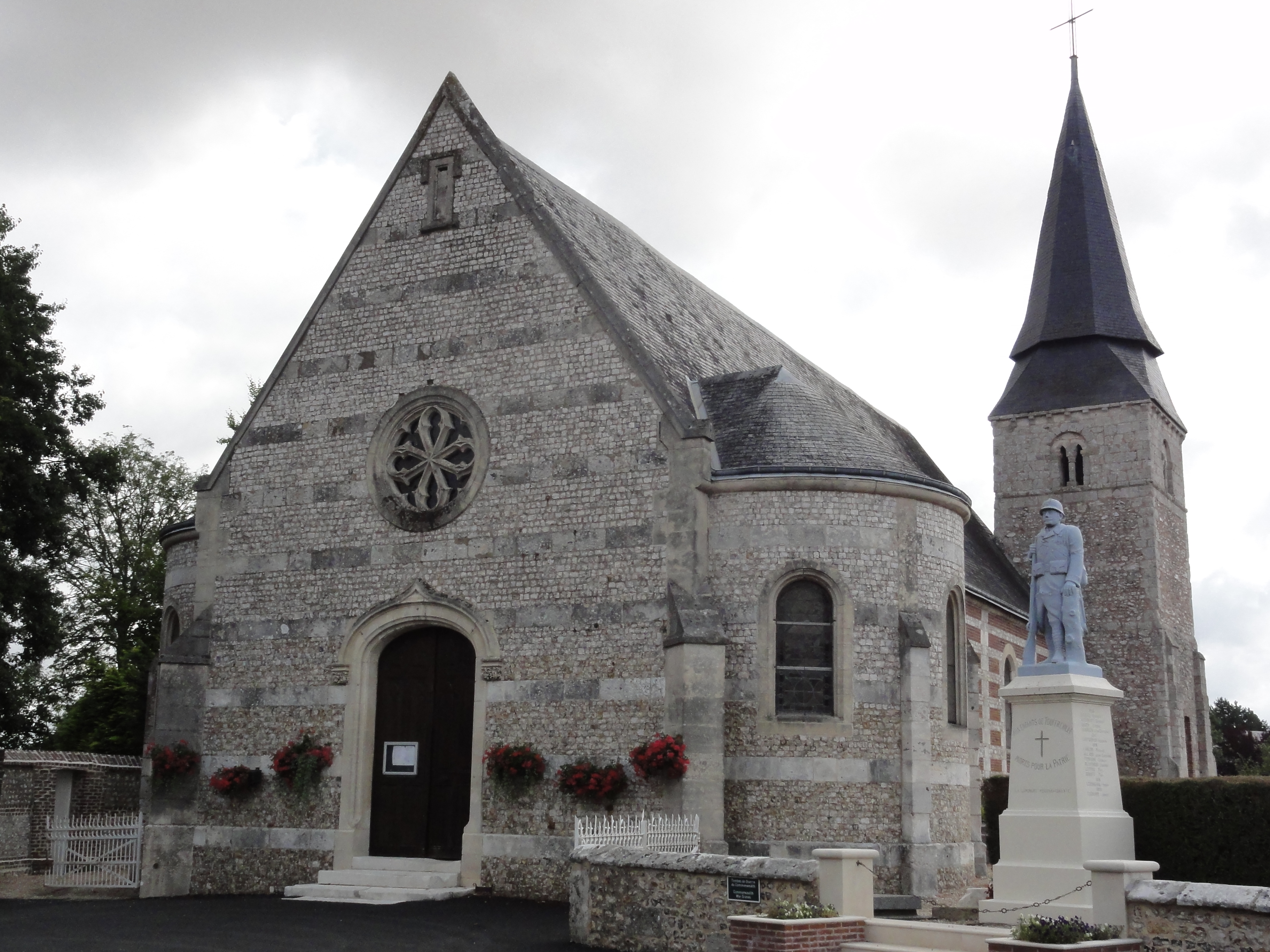
Pfarrkirche Saint-Martin

| Jahr                       | 1962 | 1968 | 1975 | 1982 | 1990 | 1999 | 2006 | 2013 | 2020 |
| Einwohner                  | 564  | 586  | 614  | 664  | 789  | 804  | 780  | 808  | 835  |
| Quellen: Cassini und INSEE |      |      |      |      |      |      |      |      |      |

## Sehenswürdigkeiten
- Der Glockenturm der Pfarrkirche Saint-Martin stammt aus dem 12. Jahrhundert, das Eingangsportal aus dem 16. Jahrhundert, Langhaus und Chor aus dem 18. Jahrhundert.
- Reste der Burg von Bois-de-la-Salle, vermutlich aus dem 12. Jahrhundert
- Reste der Burg von Le Verbosc, vermutlich aus dem 12. Jahrhundert
- Herrenhaus in Verbosc mit einem Wohnhaus aus dem 18. Jahrhundert und einer Kapelle aus dem 19. Jahrhundert
- Herrenhaus in Bourg-Naudin aus dem 18. Jahrhundert